# Patricia Phoenixová
Patricia Phoenixová, nepřechýleně Patricia Phoenix, běžně též Pat Phoenix (rodným jménem Patricia Frederica Manfield; 26. listopadu 1923 Fallowfield, Manchester – 17. září 1986 Cheadle, hrabství Velký Manchester, Spojené království) byla anglická herečka, která se stala jedním z prvních sexsymbolů britské televize díky roli Elsie Tannerové v seriálu Coronation Street. Tato mýdlová opera, kterou vysílá televize ITV je zapsána do Guinnessovy knihy rekordů jako nejdéle vysílaný televizní seriál na světě a Doris Speedová zde hrála jednu z hlavních původních postav od prvního dílu seriálu v roce 1960 až do roku 1984.

## Mládí
Patricia Phoenixová se narodila v nemocnici St Mary's Hospital ve Fallowfieldu v Manchesteru. Její maminka se jmenovala Annie (rozené Noonanová) a pocházela z irského hrabství Galway, otcem byl Thomas „Tom“ Manfield. Patricia Phoenixová někdy také uváděla, že se narodila v Galway v Irsku, ačkoli později připustila, že pouze souhlasila s tím, co už její matka řekla dříve tisku.
Když bylo Phoenix osm let, její otec měl autonehodu. U soudu vyšlo poté najevo, že jeho manželství bylo bigamní, protože se nikdy nerozvedl se svou první ženou, která žila několik kilometrů daleko a které dlouhá léta platil výživné. Později toto období svého života popsala jako „noční můru“ a řekla, že „ztratila jsem svůj bezpečný, jistý, normální svět“. Její matka se později provdala za Richarda Pilkingtona.
Patricia Phoenixová navštěvovala Fallowfield Central School. Již od dětství měla divadelní ambice, v jedenácti letech pravidelně vystupovala v rozhlase v pořadu Children's Hour. Po skončení školy pracovala jako úřednice v oddělení elektřiny společnosti Manchester Corporation a ve volném čase vystupovala v amatérském divadle. Působila v Arts Theatre v Manchesteru a v dalších souborech v regionu.

## Kariéra
Patricia Phoenixová se poprvé prosadila v roce 1948, kdy si zahrála manželku Sandyho Powella ve filmu Cup-tie Honeymoon v produkci Mancunian Film Studios, následovala letní sezóna v Blackpoolu společně s Thorou Hirdovou v představení Happy Days. Tyto úspěšné role jí umožnily vyzkoušet si i vážnější role v divadelní dílně Joan Littlewoodové v Theatre Royal Stratford East. Pracovala také jako scenáristka pro břichomluvce Terryho Halla a komika Harryho Wortha. Následovalo několik nevýrazných filmových prací ve filmech Blood of the Vampire (1958) a Jack Rozparovač (Jack the Ripper, 1959) a v roce 1960 se proto vrátila do Manchesteru.

### Coronation Street
Zásadní význam pro její kariéru mělo, když dostala svou nejznámější roli Elsie Tannerové, rozvedené ďáblice, která žila v domě č. 11 v seriálu Coronation Street. V té době si změnila jméno z Pilkington na Phoenix, podle mytologického ptáka, který povstal ze svého popela. V seriálu vystupovala od prvního dílu seriálu v roce 1960 do roku 1973 a znovu v letech 1976–1984. Její postava proslula ohnivě rudými vlasy a premiér James Callaghan ji označil za „nejvíc sexy v televizi.“ Během období, kdy v seriálu neúčinkovala, se jí nedařilo najít vhodné alternativní role. Seriál definitivně opustila v lednu 1984, přičemž poslední scény natočila během listopadu 1983, v den svých 60. narozenin. V příběhu se její postava přestěhovala do Portugalska, aby se setkala se starou láskou, a tento stav trval až do roku 2004, kdy její postava zemřela při autonehodě (mimo obrazovku, v seriálu bylo pouze zmíněno).

### Další role
Patricia Phoenixová se díky svému profilu dostala do britského filmu The L-Shaped Room z roku 1962, kde hrála prostitutku a kde si v malé roli zahrál i její budoucí manžel Anthony Booth. V roce 1972 se objevila v pořadu This Is Your Life, když ji na natáčení Coronation Street překvapil Eamonn Andrews. Po definitivním odchodu z Coronation Street se v roce 1986 objevila v jednoaktové televizní hře Hidden Talents. V té době již trpěla pokročilou rakovinou plic, ve hře přitom hrála ženu umírající na rakovinu. V témže roce si také zahrála v krátce vysílaném sitcomu Constant Hot Water, kde ztvárnila paní domácí z města Bridlington. V roce 1985 poskytla rozhovor pro časopis svému dlouholetému fanouškovi, zpěvákovi Stevenu Morrisseymu, který se také zasloužil o to, že se objevila na obalu jednoho ze singlů rockové skupiny The Smiths, konkrétně šlo o desku „Shakespeare's Sister“.

## Osobní život
Osobní život Patricie Phoenixové přitahoval pozornost bulvárních novin a byl častým námětem pro bulvární články. Jejím prvním manželem byl herec Peter Marsh, kterého si vzala v roce 1953 v katedrále v Bradfordu; manželé se rozvedli v roce 1961. Dne 23. prosince 1972 se provdala za svého kolegu z Coronation Street Alana Browninga. Manželství trvalo necelých sedm let, protože Alan Browning měl problémy s alkoholem a v září 1979 zemřel na selhání jater. Později se provdala za herce Anthonyho Bootha, tchána budoucího premiéra Tonyho Blaira.
Phoenix napsala dva autobiografické svazky. První kniha All My Burning Bridges byla vydána v roce 1974 (další vydání v letech 1976 a 1984), druhá Love, Curiosity, Freckles and Doubt vyšla v roce 1983 (další vydání 1984: tištěná i elektronická verze), v nakladatelství Arlington Books Publishers Ltd. Byla praktikující katoličkou a celoživotní stoupenkyní Labouristické strany. V parlamentních volbách v roce 1983 vedla kampaň za Tonyho Blaira, aby byl zvolen poslancem za město Sedgefield. Phoenix také spolu se svým partnerem Tony Boothem vedla kampaň ve prospěch bývalého ministra průmyslu a také ministra energetiky Tonyho Benna v doplňovacích volbách v Chesterfieldu v roce 1984, které Tony Benn vyhrál a byl poté poslancem britského parlamentu až do roku 2001. Vlastnila také hospodu Navigation Inn v Buxworthu v hrabství Derbyshire.

## Nemoc a úmrtí
V březnu 1986 byla Patricii Phoenixové (která kouřila 60 cigaret denně), diagnostikována rakovina plic poté, co doma zkolabovala. Po stanovení diagnózy pokračovala v práci a svou nemoc skoro před všemi tajila, včetně svého milence Tonyho Bootha. V létě 1986 se její stav zhoršil, což ji donutilo podstoupit rozsáhlejší léčbu a potvrdily se tím občas se objevující spekulace tisku o tom, že má vážnější zdravotní problémy. Později se provalilo, že jí zbývají pouhé týdny života a že jí bylo dáno poslední pomazání.
Patricie Phoenixová se 9. září 1986 v nemocnici Alexandra Hospital (Cheadle) provdala za svého partnera Tonyho Bootha, což vzbudilo velkou pozornost médií. O osm dní později zemřela ve spánku ve věku 62 let. Na její přání se pohřebního obřadu v kostele Holy Name v Manchesteru zúčastnila velká dechová kapela. Podle publikace, kterou napsal historik seriálu Coronation Street Daran Little, chtěla, aby tato událost byla stejně živá jako její život. Mezi smutečními hosty byla i Boothova dcera Cherie a její manžel Tony Blair, pozdější premiér.

## Ocenění a pocty
V rámci oslav 40. výročí nepřetržitého vysílání seriálu Coronation Street v roce 2000 byly před studiem Granada v Manchesteru, kde se natáčel nejen tento seriál, ale také většina ostatních filmů ve kterých Patricie Phoenixová hrála, odhaleny modré pamětní desky čtyřem hvězdám seriálu. Vedle její pamětní desky šlo o herečky Doris Speedovou, Violet Carsonovou a herce Bryana Mosleyho.
Po smrti Patricie Phoenixové ztvárnila její postavu v různých divadelních i televizních hrách celá řada hereček, mimo jiné Kym Marshová (Kimberley Gail Ratcliffová), Denise Blacková, Debbie Rushová, Sue Johnstonová, Lynda Rookeová a Jodie Prengerová (všechny tyto herečky se objevily také v různých obdobích a rolích v seriálu Coronation Street). Dále Jessie Wallaceová, která byla za roli Patricie Phoenixové v televizním filmu The Road to Coronation Street z roku 2010 nominována na televizní cenu Britské akademie (tzv. cena BAFTA). Film získal celkem 4 nominace na cenu BAFTA v různých kategoriích, z toho jednou vyhrál (kromě toho další ceny a nominace).